# Februarius
Februarius (łac. februarius 'miesiąc luty'). Ostatni miesiąc kalendarza rzymskiego przeznaczony na obrzędy oczyszczające (łac. februa) odbywane przed początkiem nowego roku. Liczył 28 dni.
| Dzień | Nazwa                     | Nazwa dłuższa                                     |
| ----- | ------------------------- | ------------------------------------------------- |
| 1     | Kalendae (Kalendy)        | Kalendis Februariis                               |
| 2     | IV a.d. Nones             | ante diem IV (quartum) Nonas Februarias           |
| 3     | III a.d. Nones            | ante diem III (tertium) Nonas Februarias          |
| 4     | Pridie Nones              | pridie Nonas Februarias                           |
| 5     | Nonae (Nony)              | Nonis Februariis                                  |
| 6     | VIII a.d. Ides            | ante diem VIII (octavum) Idus Februarias          |
| 7     | VII a.d. Ides             | ante diem VII (septimum) Idus Februarias          |
| 8     | VI a.d. Ides              | ante diem VI (sextum) Idus Februarias             |
| 9     | V a.d. Ides               | ante diem V (quintum) Idus Februarias             |
| 10    | IV a.d. Ides              | ante diem IV (quartum) Idus Februarias            |
| 11    | III a.d. Ides             | ante diem III (tertium) Idus Februarias           |
| 12    | Pridie Ides               | pridie Idus Februarias                            |
| 13    | Idus (Idy)                | Idibus Februariis                                 |
| 14    | XVI a.d. Martius Kalends  | ante diem XVI (sextum decimum) Kalendas Martias   |
| 15    | XV a.d. Martius Kalends   | ante diem XV (quintum decimum) Kalendas Martias   |
| 16    | XIV a.d. Martius Kalends  | ante diem XIV (quartum decimum) Kalendas Martias  |
| 17    | XIII a.d. Martius Kalends | ante diem XIII (tertium decimum) Kalendas Martias |
| 18    | XII a.d. Martius Kalends  | ante diem XII (duodecimum) Kalendas Martias       |
| 19    | XI a.d. Martius Kalends   | ante diem XI (undecimum) Kalendas Martias         |
| 20    | X a.d. Martius Kalends    | ante diem X (decimum) Kalendas Martias            |
| 21    | IX a.d. Martius Kalends   | ante diem IX (nonum) Kalendas Martias             |
| 22    | VIII a.d. Martius Kalends | ante diem VIII (octavum) Kalendas Martias         |
| 23    | VII a.d. Martius Kalends  | ante diem VII (septimum) Kalendas Martias         |
| 24    | VI a.d. Martius Kalends   | ante diem VI (sextum) Kalendas Martias            |
| 25    | V a.d. Martius Kalends    | ante diem V (quintum) Kalendas Martias            |
| 26    | IV a.d. Martius Kalends   | ante diem IV (quartum) Kalendas Martias           |
| 27    | III a.d. Martius Kalends  | ante diem III (tertium) Kalendas Martias          |
| 28    | Pridie Martius Kalends    | pridie Kalendas Martias                           |

Februarius (in annis intercalaribus) (rok przestępny)
| Dzień | Nazwa                       | Nazwa dłuższa                             |
| ----- | --------------------------- | ----------------------------------------- |
| …     | …                           | …                                         |
| 24    | VI a.d. Martius Kalends     | ante diem VI (sextum) Kalendas Martias    |
| 25    | VI bis a.d. Martius Kalends | ante diem VI (bissextum) Kalendas Martias |
| 26    | V a.d. Martius Kalends      | ante diem V (quintum) Kalendas Martias    |
| 27    | IV a.d. Martius Kalends     | ante diem IV (quartum) Kalendas Martias   |
| 28    | III a.d. Martius Kalends    | ante diem III (tertium) Kalendas Martias  |
| 29    | Pridie Martius Kalends      | pridie Kalendas Martias                   |